# Adnan Čirgić
Adnan Čirgić (rođen 1980.) je crnogorski jezikoslovac, ravnatelj Instituta za crnogorski jezik i jezikoslovlje i glavni i odgovorni urednik časopisa Lingua Montenegrina.
Suautor je Gramatike crnogorskog jezika (2010.)
Doktorsku tezu Govor podgoričkih muslimana (sinhrona i dijahrona perspektiva) je obranio 2007. godine na Filozofskom fakultetu Sveučilišta J. J. Strossmayera u Osijeku. 
Prvi je doktor crnogorskog jezika u Crnoj Gori. Do rujna 2009. je bio predavačem na Filozofskom fakultetu u Nikšiću.
Priredio je 2008. (s Aleksandrom Radomanom) nepoznati roman crnogorskog kralja Nikole I. Petrovića - Despa, zatim Istoriju crnogorske književnosti od početaka pismenosti do XIII vijeka Vojislava P. Nikčevića, te Smrt Smail-age Čengića Ivana Mažuranića. 

## Djela
- Jezički neprebol, Cetinje, 2007.
- Rječnik govora podgoričkih muslimana, Podgorica, 2007.
- Govor podgoričkih muslimana, Cetinje, 2007.
- Bio-bibliografija Vojislava P. Nikčevića s osvrtom na naučni doprinos (u suautorstvu s Ljiljanom Lipovinom), Cetinje, 2009.
- Rječnik njeguškoga govora, Podgorica, 2009.

## Istaknuti članci
- “Montenegrin”, u publikaciji: Encyclopedia of Slavic Languages and Linguistics (Online), glavni i odgovorni urednik Marc L. Greenberg. URL: http://dx.doi.org/10.1163/2589-6229_ESLO_COM_032126

Dr. Adnan Čirgić je autor desetine znanstvenih radova iz oblasti jezikoslovlja tiskanih u časopisima u Crnoj Gori i inozemstvu.